# Championnat des provinces néo-zélandaises de rugby à XV 2024
Ne doit pas être confondu avec Championnat des provinces néo-zélandaises féminin de rugby à XV 2024.
Navigation
2023 2025
Le Championnat des provinces néo-zélandaises de rugby à XV 2024 (officiellement Bunnings NPC 2024) est la 48e édition du Championnat des provinces néo-zélandaises et la 19e édition depuis la réforme et le passage au professionnalisme. Elle oppose les quatorze meilleures provinces de rugby à XV de Nouvelle-Zélande. Pour des raisons de sponsoring, la compétition se nomme Bunnings NPC.
La saison se déroule du 9 août au 26 octobre 2024.
Le tenant du titre est Taranaki.
À l'issue de la saison, Wellington remporte son sixième titre en venant à bout de Bay of Plenty 23 à 20 en finale.

## Format
Depuis 2022, un nouveau format est mis en place. Les quatorze équipes s'affrontent dans une même division et pour un seul titre de champion. Lors de l'édition 2022, les équipes sont séparées en deux conférences, cependant depuis 2023 les équipes sont regroupées dans un seul et même groupe.
Les équipes jouent dix rencontres lors de la saison régulière, cinq à domicile et cinq à l'extérieur pour chacune. Les huit équipes les mieux classées se rencontrent ensuite en phases finales à partir des quarts de finale.

## Résultats

### Faits marquants de la saison
Le 14 septembre, à l'occasion de la sixième journée, le demi d'ouverture australien de North Harbour, Tane Edmed (en), établit une performance de 33 points marqués, un record lors d'un match de la province depuis la professionnalisation du NPC en 2006, à l'occasion d'une victoire 58 à 19 contre Manawatu.
Le même jour, le demi d'ouverture international samoan de Waikato, D'Angelo Leuila, inscrit 35 points dont quatre essais durant une victoire 50 à 5 contre Hawke's Bay. Il égale le record de Bruce Reihana réalisé avec la province en 2000 contre North Otago.

### Phase régulière
| Rang | Club             | J  | V | N | D | Bo | Bd | Pm  | Pe  | Diff | Pts |
| ---- | ---------------- | -- | - | - | - | -- | -- | --- | --- | ---- | --- |
| 1    | Wellington       | 10 | 8 | 0 | 2 | 8  | 0  | 311 | 264 | +47  | 40  |
| 2    | Taranaki         | 10 | 8 | 0 | 2 | 7  | 1  | 325 | 239 | +86  | 40  |
| 3    | Tasman           | 10 | 8 | 0 | 2 | 6  | 0  | 329 | 216 | +113 | 38  |
| 4    | Bay of Plenty    | 10 | 7 | 0 | 3 | 8  | 2  | 350 | 238 | +112 | 38  |
| 5    | Hawke's Bay      | 10 | 6 | 0 | 4 | 8  | 1  | 304 | 345 | -41  | 33  |
| 6    | Canterbury       | 10 | 6 | 0 | 4 | 5  | 1  | 276 | 294 | -18  | 30  |
| 7    | Waikato          | 10 | 5 | 0 | 5 | 6  | 2  | 300 | 246 | +54  | 28  |
| 8    | Counties Manukau | 10 | 5 | 0 | 5 | 7  | 1  | 299 | 287 | +12  | 28  |
| 9    | Otago            | 10 | 5 | 0 | 5 | 4  | 2  | 256 | 275 | -19  | 26  |
| 10   | North Harbour    | 10 | 3 | 0 | 7 | 8  | 4  | 367 | 341 | +26  | 24  |
| 11   | Auckland         | 10 | 3 | 0 | 7 | 5  | 4  | 251 | 283 | -32  | 21  |
| 12   | Southland        | 10 | 3 | 0 | 7 | 4  | 1  | 248 | 312 | -64  | 17  |
| 13   | Northland        | 10 | 2 | 0 | 8 | 4  | 3  | 250 | 329 | -79  | 15  |
| 14   | Manawatu         | 10 | 1 | 0 | 9 | 5  | 1  | 222 | 419 | -197 | 10  |

|  | Qualification pour les quarts de finales |

Attribution des points : victoire sur tapis vert : 5, victoire : 4, match nul : 2, défaite : 0, forfait : -2 ; plus les bonus (offensif : 4 essais marqués ; défensif : défaite par 5 points d'écart ou moins).

#### Résultats détaillés
Dans le tableau ci-dessous, le calendrier des rencontres de la saison.
Les points marqués par chaque équipe sont inscrits dans les colonnes centrales (3-4) alors que les essais marqués sont donnés dans les colonnes latérales (1-6). Les points de bonus sont symbolisés par une bordure bleue pour les bonus offensifs (trois essais de plus que l'adversaire), orange pour les bonus défensifs (défaite par moins de sept points d'écart), rouge si les deux bonus sont cumulés.

### Phase finale
|  | Quarts de finale | Quarts de finale |            |    | Demi-finales    | Demi-finales    |  |  | Finale          | Finale          |
|  | Quarts de finale | Quarts de finale |            |    | Demi-finales    | Demi-finales    |  |  | Finale          | Finale          |
|  |                  |                  |            |    |                 |                 |  |  |                 |                 |
|  | 11 octobre 2024  | 11 octobre 2024  |            |    | 19 octobre 2024 | 19 octobre 2024 |  |  | 26 octobre 2024 | 26 octobre 2024 |
|  | 11 octobre 2024  | 11 octobre 2024  |            |    | 19 octobre 2024 | 19 octobre 2024 |  |  | 26 octobre 2024 | 26 octobre 2024 |
|  | Wellington       | 29               |            |    | 19 octobre 2024 | 19 octobre 2024 |  |  | 26 octobre 2024 | 26 octobre 2024 |
|  | Wellington       | 29               |            |    | 19 octobre 2024 | 19 octobre 2024 |  |  | 26 octobre 2024 | 26 octobre 2024 |
|  | Counties Manukau | 14               |            |    | 19 octobre 2024 | 19 octobre 2024 |  |  | 26 octobre 2024 | 26 octobre 2024 |
|  | Counties Manukau | 14               | Wellington | 29 |                 |                 |  |  | 26 octobre 2024 | 26 octobre 2024 |
|  | 12 octobre 2024  |                  | Wellington | 29 |                 |                 |  |  | 26 octobre 2024 | 26 octobre 2024 |
|  |                  | Waikato          | 24         |    |                 |                 |  |  | 26 octobre 2024 | 26 octobre 2024 |
|  | Taranaki         | Waikato          | 24         | 14 |                 |                 |  |  | 26 octobre 2024 | 26 octobre 2024 |
|  | Taranaki         |                  |            | 14 |                 |                 |  |  | 26 octobre 2024 | 26 octobre 2024 |
|  | Waikato          | 15               |            |    |                 |                 |  |  | 26 octobre 2024 | 26 octobre 2024 |
|  | Waikato          | 15               | Wellington | 23 |                 |                 |  |  |                 |                 |
|  | 13 octobre 2024  |                  | Wellington | 23 |                 |                 |  |  |                 |                 |
|  |                  | Bay of Plenty    | 20         |    |                 |                 |  |  |                 |                 |
|  | Tasman           | Bay of Plenty    | 20         | 14 |                 |                 |  |  |                 |                 |
|  | Tasman           | 19 octobre 2024  |            | 14 |                 |                 |  |  |                 |                 |
|  | Canterbury       | 62               |            |    |                 |                 |  |  |                 |                 |
|  | Canterbury       | 62               | Canterbury | 20 |                 |                 |  |  |                 |                 |
|  | 12 octobre 2024  |                  | Canterbury | 20 |                 |                 |  |  |                 |                 |
|  |                  | Bay of Plenty    | 32         |    |                 |                 |  |  |                 |                 |
|  | Bay of Plenty    | Bay of Plenty    | 32         | 19 |                 |                 |  |  |                 |                 |
|  | Bay of Plenty    |                  |            | 19 |                 |                 |  |  |                 |                 |
|  | Hawke's Bay      | 17               |            |    |                 |                 |  |  |                 |                 |
|  | Hawke's Bay      | 17               |            |    |                 |                 |  |  |                 |                 |

#### Quarts de finale
| 11 octobre 2024 19 h 5 NZST | Wellington | 29 - 14 (19 - 7) | Counties Manukau | Sky Stadium, Wellington Arbitre : Ben O'Keeffe |
| 11 octobre 2024 19 h 5 NZST | Essai(s) : 5 Higgins (en) (7e), Kirifi (22e), Proctor (26e), Perenara (51e), Preston (74e) Transformation(s) : 2 Garden-Bachop (en) (9e, 28e) | Rapport          | Essai(s) : 2 Brash (34e), Roigard (56e) Transformation(s) : 2 Alatimu (35e), Hohepa (en) (57e) Carton(s) jaune(s) : 1 Togiatama (21e) | Sky Stadium, Wellington Arbitre : Ben O'Keeffe |
| 11 octobre 2024 19 h 5 NZST | | Rapport          | | Sky Stadium, Wellington Arbitre : Ben O'Keeffe |

| 12 octobre 2024 14 h 5 NZST | Bay of Plenty | 19 - 17 (7 - 12) | Hawke's Bay | Tauranga Domain (en), Tauranga Arbitre : James Doleman (en) |
| 12 octobre 2024 14 h 5 NZST | Essai(s) : 3 Carter (en) (8e), de pénalité (44e), Kolose (80e) Transformation(s) : 2 Trask (10e), de pénalité (44e) | Rapport          | Essai(s) : 3 Godfrey (en) (17e), Thompson (en) (31e), Devery (en) (69e) Transformation(s) : 1 Godfrey (18e) Carton(s) jaune(s) : 1 Hintz (en) (44e) | Tauranga Domain (en), Tauranga Arbitre : James Doleman (en) |
| 12 octobre 2024 14 h 5 NZST | | Rapport          | | Tauranga Domain (en), Tauranga Arbitre : James Doleman (en) |

| 12 octobre 2024 19 h 5 NZST | Taranaki                                                                                             | 14 - 15 (0 - 12) | Waikato | Yarrow Stadium, New Plymouth Arbitre : Marcus Playle |
| 12 octobre 2024 19 h 5 NZST | Essai(s) : 2 Lennox (53e), Slater (en) (60e) Transformation(s) : 2 Perofeta (54e), Jacomb (en) (60e) | Rapport          | Essai(s) : Norris (en) (8e), Mathis (16e) Transformation(s) : 1 Cruden (9e) Drop(s) : 1 Cook-Savage (en) (50e) Carton(s) jaune(s) : 1 Finau (42e) | Yarrow Stadium, New Plymouth Arbitre : Marcus Playle |
| 12 octobre 2024 19 h 5 NZST | | Rapport          | | Yarrow Stadium, New Plymouth Arbitre : Marcus Playle |

| 13 octobre 2024 14 h 5 NZST | Tasman                                                                               | 14 - 62 (7 - 33) | Canterbury | Lansdowne Park (en), Blenheim Arbitre : Paul Williams |
| 13 octobre 2024 14 h 5 NZST | Essai(s) : 2 Aumua (36e), D. Havili (46e) Transformation(s) : 2 W. Havili (37e, 47e) | Rapport          | Essai(s) : 9 Kellow (en) (8e), Drummond (14e), Ennor (22e), Punivai (en) (31e, 44e), Christie (40e), Fihaki (en) (53e), McAlister (en) (66e), Harmon (en) (70e) Transformation(s) : 7 Hutchinson (14e, 23e, 32e, 40e+1, 45e, 68e, 70e) Pénalité(s) : 1 Hutchinson (80e+1) | Lansdowne Park (en), Blenheim Arbitre : Paul Williams |
| 13 octobre 2024 14 h 5 NZST |                                                                                      | Rapport          | | Lansdowne Park (en), Blenheim Arbitre : Paul Williams |

#### Demi-finales
| 18 octobre 2024 16 h 10 NZST | Bay of Plenty | 32 - 20 (8 - 13) | Canterbury | Tauranga Domain (en), Tauranga Arbitre : Ben O'Keeffe |
| 18 octobre 2024 16 h 10 NZST | Essai(s) : Johnston (en) (26e), Halaholo (43e), Carter (en) (55e), Paea (en) (71e) Transformation(s) : 3 Trask (44e, 57e, 72e) Pénalité(s) : 2 Trask (10e, 60e) | Rapport          | Essai(s) : 2 McAlister (en) (32e), Rova (en) (79e) Transformation(s) : Hutchinson (34e), Fihaki (en) (80e) Pénalité(s) : 2 Hutchinson (3e, 39e) | Tauranga Domain (en), Tauranga Arbitre : Ben O'Keeffe |
| 18 octobre 2024 16 h 10 NZST | | Rapport          | | Tauranga Domain (en), Tauranga Arbitre : Ben O'Keeffe |

| 19 octobre 2024 19 h 10 NZST | Wellington | 29 - 24 (15 - 17) | Waikato | Sky Stadium, Wellington Arbitre : Angus Mabey (en) |
| 19 octobre 2024 19 h 10 NZST | Essai(s) : 4 Preston (18e, 51e), Lauaki (en) (39e), Poasa (67e) Transformation(s) : 3 Harkin (19e, 52e, 68e) Pénalité(s) : 1 Harkin (8e) Carton(s) jaune(s) : 1 Higgins (en) (36e) | Rapport           | Essai(s) : 3 Mathis (22e), de pénalité (36e), Tupaea (75e) Transformation(s) : 3 Cruden (23e, 76e), de pénalité (36e) Pénalité(s) : 1 Cruden (13e) | Sky Stadium, Wellington Arbitre : Angus Mabey (en) |
| 19 octobre 2024 19 h 10 NZST | | Rapport           | | Sky Stadium, Wellington Arbitre : Angus Mabey (en) |

#### Finale
La finale de la compétition a lieu le 26 octobre 2024 au Sky Stadium de Wellington. Wellington, jouant donc à domicile, fait face à Bay of Plenty. Le dernier titre de Wellington remonte à 2022 tandis que Bay of Plenty n'a remporté que la première édition du NPC en 1976. Il est à noter que Bay of Plenty n'a plus gagné à Wellington depuis 2010.
Wellington termine la phase régulière à la première place tandis que Bay of Plenty s'est qualifié en quatrième position. En première mi-temps, Wellington prend l'avantage grâce à Julian Savea qui inscrit deux essais et Jackson Garden-Bachop (en) qui marque cinq points au pied, tandis que pour Bay of Plenty Kaleb Trask transforme l'essai d'Aidan Ross et ils sont menés 15 à 7 à la pause. La deuxième mi-temps est plutôt à l'avantage des visiteurs, Emoni Narawa inscrit leur deuxième essai et Trask ajout huit points au pied pour mener 15 à 20 avant un essai, non transformé par Garden-Bachop, de Losi Filipo (en) qui met les deux équipes à égalité à l'issue du temps réglementaire. La prolongation est très serré mais l'entrant Callum Harkin donne l'avantage à Wellington sur une pénalité à la 93e minute et scelle le score final à 23 à 20. Wellington remporte son sixième titre dans la compétition.
| Finale Samedi 26 octobre 2024 15 h 5 NZST | Wellington | 23 - 20 (15 - 7) (20 - 20) (20 - 20) | Bay of Plenty                                                                                                 | Sky Stadium, Wellington Arbitre : Angus Mabey (en) |
| Finale Samedi 26 octobre 2024 15 h 5 NZST | Essai(s) : 3 Savea (4e, 33e), Filipo (en) (73e) Transformation(s) : 1 Garden-Bachop (en) (6e) Pénalité(s) : 2 Garden-Bachop (27e), Harkin (93e) | Rapport                              | Essai(s) : 2 Ross (17e), Narawa (58e) Transformation(s) : 2 Trask (19e, 60e) Pénalité(s) : 2 Trask (44e, 54e) | Sky Stadium, Wellington Arbitre : Angus Mabey (en) |
| Finale Samedi 26 octobre 2024 15 h 5 NZST | | Rapport                              | | Sky Stadium, Wellington Arbitre : Angus Mabey (en) |

## Statistiques
Les statistiques incluent la phase finale.

### Meilleurs réalisateurs
Le demi d'ouverture de North Harbour, Tane Edmed (en), termine meilleur réalisateur de la compétition avec 137 points inscrits.
| Rang | Joueur                     | Club             | Points |
| ---- | -------------------------- | ---------------- | ------ |
| 1    | Tane Edmed (en)            | North Harbour    | 137    |
| 2    | Josh Jacomb (en)           | Taranaki         | 106    |
| 3    | William Havili             | Tasman           | 104    |
| 4    | Cam Millar (en)            | Otago            | 100    |
| 5    | Jackson Garden-Bachop (en) | Wellington       | 77     |
| 6    | Rivez Reihana (en)         | Northland        | 74     |
| -    | Kaleb Trask                | Bay of Plenty    | 74     |
| 8    | AJ Alatimu                 | Counties Manukau | 71     |
| 9    | D'Angelo Leuila            | Waikato          | 61     |
| 10   | Isaac Hutchinson           | Canterbury       | 58     |

### Meilleurs marqueurs
L'ailier de North Harbour, Kade Banks (en), termine meilleur marqueur d'essais de la saison avec dix réalisations.
| Rang | Joueur             | Club          | Essais |
| ---- | ------------------ | ------------- | ------ |
| 1    | Kade Banks (en)    | North Harbour | 10     |
| 2    | Joe Johnston (en)  | Bay of Plenty | 8      |
| -    | Kyle Preston       | Wellington    | 8      |
| -    | Ricky Riccitelli   | Taranaki      | 8      |
| 5    | Tjay Clarke        | Wellington    | 7      |
| -    | Sofai Maka         | North Harbour | 7      |
| -    | Dallas McLeod      | Canterbury    | 7      |
| -    | Kini Naholo (en)   | Taranaki      | 7      |
| -    | Ngane Punivai (en) | Canterbury    | 7      |
| 10   | Neuf joueurs       | Neuf joueurs  | 7      |

## Ranfurly Shield

### Matchs de pré-saison
Le 29 février 2024, Hawke's Bay annonce que le vainqueur de la Meads Cup 2023, South Canterbury, et l'équipe de King Country sont les équipes de Heartland Championship qui affrontent la province pour le gain du Ranfurly Shield en 2024. Toutefois, le 22 mai suivant, South Canterbury annonce qu'ils ne peuvent pas jouer ce match pour des raisons financières et Wanganui prend leur place en tant que finaliste du Heartland Championship 2023.
Lors du premier match, contre King Country, Hawke's Bay s'impose facilement 57 à 7 et conserve le trophée.
| 26 juin 2024 15 h NZST | Hawke's Bay | 57 – 7  | King Country                                                              | Hawke's Bay Regional Sports Park, Hastings Arbitre : Michael Winter |
| 26 juin 2024 15 h NZST | Essai(s) : 9 Kaifa (en) (4e), Stewart (9e), Tuitavuki (17e), Farrell (35e), Vodosese (41e), Gimblett (45e), Wye (en) (57e), Morrison (65e), Penitito (70e) Transformation(s) : 6 Stewart (5e, 9e, 35e), Manase (42e, 58e, 66e) | Rapport | Essai(s) : 1 Kaleb Foote (51e) Transformation(s) : 1 Patrick Hedley (52e) | Hawke's Bay Regional Sports Park, Hastings Arbitre : Michael Winter |
| 26 juin 2024 15 h NZST | | Rapport |                                                                           | Hawke's Bay Regional Sports Park, Hastings Arbitre : Michael Winter |

Pour le deuxième match, Hawke's Bay s'impose une nouvelle fois largement, 80 à 5 contre Wanganui, et reste détenteur du trophée.
| 27 juillet 2024 15 h NZST | Hawke's Bay | 80 – 5  | Wanganui                                                                         | McLean Park, Napier Arbitre : Marcus Playle |
| 27 juillet 2024 15 h NZST | Essai(s) : 12 Toala (3e, 55e), Hintz (en) (10e), Vahaakolo (en) (17e), O'Donnell (en) (22e), Farrell (26e), Protheroe (en) (38e, 40e), Penitito (65e, 71e), Manase (74e), Wye (en) (79e) Transformation(s) : 10 Godfrey (en) (3e, 18e, 27e, 39e, 40e+2, 55e, 66e, 72e, 75e, 80e) | Rapport | Essai(s) : 1 Kamipeli Latu (61e) Carton(s) jaune(s) : 1 Josefa Namosimalua (68e) | McLean Park, Napier Arbitre : Marcus Playle |
| 27 juillet 2024 15 h NZST | | Rapport |                                                                                  | McLean Park, Napier Arbitre : Marcus Playle |

### Matchs pendant la saison
Pour le premier match de Ranfurly Shield durant la saison de NPC, Hawke's Bay défend son trophée en s'imposant 31 à 17 contre la province de Southland.
| 17 août 2024 16 h 35 NZST | Hawke's Bay | 31 - 17 | Southland | McLean Park, Napier Arbitre : Stuart Curran |
| 17 août 2024 16 h 35 NZST | Essai(s) : 4 Protheroe (en) (32e), Grigg (en) (40e), Lochore (59e), Wye (en) (80e) Transformation(s) : 1 McClutchie (en) (80e+1) Pénalité(s) : 3 McClutchie (7e, 19e, 71e) | Rapport | Essai(s) : 2 Mitchell (en) (21e), Te Tamaki (76e) Transformation(s) : 2 Smith (22e), Robertson (en) (77e) Pénalité(s) : 1 Smith (52e) | McLean Park, Napier Arbitre : Stuart Curran |
| 17 août 2024 16 h 35 NZST | | Rapport | | McLean Park, Napier Arbitre : Stuart Curran |

La semaine suivante, Hawke's Bay remporte son deuxième match de Ranfurly Shield pendant la saison de NPC en battant le Northland 55 à 30 et conserve le trophée.
| 23 août 2024 19 h 5 NZST | Hawke's Bay | 55 - 30 | Northland | McLean Park, Napier Arbitre : Marcus Playle |
| 23 août 2024 19 h 5 NZST | Essai(s) : 9 Devery (en) (21e), McClutchie (en) (28e, 43e), O'Donnell (en) (34e, 52e), Smith (40e, 56e), Thompson (en) (67e), Protheroe (en) (73e) Transformation(s) : 5 McClutchie (en) (22e, 29e, 40e+1, 44e, 57e) | Rapport | Essai(s) : 3 Latu (24e), Moulds (en) (47e), Nock (en) (64e) Transformation(s) : 3 Reihana (en) (25e, 48e, 65e) Pénalité(s) : 3 Reihana (3e, 11e, 18e) | McLean Park, Napier Arbitre : Marcus Playle |
| 23 août 2024 19 h 5 NZST | | Rapport | | McLean Park, Napier Arbitre : Marcus Playle |

Le 7 septembre 2024, la province de Tasman parvient à s'imposer sur le terrain d'Hawke's Bay (24 à 25) et remporte le Ranfurly Shield pour la première fois de son histoire,.
| 7 septembre 2024 19 h 5 NZST | Hawke's Bay | 24 - 25 | Tasman | McLean Park, Napier Arbitre : Angus Mabey (en) |
| 7 septembre 2024 19 h 5 NZST | Essai(s) : 4 Smith (34e), 'Apikotoa (54e), O'Donnell (en) (63e), Protheroe (en) (76e) Transformation(s) : 2 Toala (65e, 78e) Carton(s) jaune(s) : 1 Renton (en) (22e) | Rapport | Essai(s) : 2 Coxon (en) (10e), MacDonald (en) (23e) Pénalité(s) : 4 Havili (3e, 37e, 61e), Parata (en) (80e+2) Drop(s) : 1 Havili (40e+1) | McLean Park, Napier Arbitre : Angus Mabey (en) |
| 7 septembre 2024 19 h 5 NZST | | Rapport | | McLean Park, Napier Arbitre : Angus Mabey (en) |

La semaine suivante, Tasman défend le Ranfurly Shield pour la première fois de son histoire, contre Wellington qui est invaincu tout comme Tasman. Tasman s'impose 28 à 15 et conserve le trophée.
| 15 septembre 2024 14 h 5 NZST | Tasman | 28 - 15 | Wellington | Lansdowne Park (en), Blenheim Arbitre : Daniel Waenga |
| 15 septembre 2024 14 h 5 NZST | Essai(s) : 4 Tavatavanawai (12e), Christie (59e), Taumoefolau (72e), Sauira (en) (79e) Transformation(s) : 1 Parata (en) (73e) Pénalité(s) : 2 Parata (33e, 48e) | Rapport | Essai(s) : 2 Clarke (51e), Higgins (en) (63e) Transformation(s) : 1 Garden-Bachop (en) (52e) Pénalité(s) : 1 Garden-Bachop (38e) | Lansdowne Park (en), Blenheim Arbitre : Daniel Waenga |
| 15 septembre 2024 14 h 5 NZST | | Rapport | | Lansdowne Park (en), Blenheim Arbitre : Daniel Waenga |

Pour son deuxième match de défense, Tasman reçoit Auckland le 2 octobre. L'équipe à domicile s'impose 31 à 17 et conserve le trophée.
| 2 octobre 2024 19 h 5 NZST | Tasman | 31 - 17 | Auckland | Trafalgar Park, Nelson Arbitre : Angus Gardner |
| 2 octobre 2024 19 h 5 NZST | Essai(s) : 3 Tavatavanawai (12e), Gray (26e), Coxon (en) (69e) Transformation(s) : 2 W. Havili (13e, 70e) Pénalité(s) : 4 W. Havili (44e, 51e, 55e, 59e) | Rapport | Essai(s) : 2 Sullivan (en) (8e), Tangitau (en) (80e+1) Transformation(s) : 2 Plummer (9e, 80e+2) Pénalité(s) : 1 Plummer (31e) Carton(s) jaune(s) : 1 Sullivan (25e) | Trafalgar Park, Nelson Arbitre : Angus Gardner |
| 2 octobre 2024 19 h 5 NZST | | Rapport | | Trafalgar Park, Nelson Arbitre : Angus Gardner |

Lors de la dernière journée de la phase régulière de NPC, Tasman s'incline 29 à 42 contre Taranaki et perd le trophée contre son adversaire du jour après l'avoir détenu pendant 29 jours. Taranaki s'adjuge le trophée pour la première depuis 2020.
| 6 octobre 2024 14 h 5 NZST | Tasman | 29 - 42 | Taranaki | Trafalgar Park, Nelson Arbitre : Fraser Hannon |
| 6 octobre 2024 14 h 5 NZST | Essai(s) : 4 Gray (37e), Sail (en) (44e), Coxon (en) (57e), D. Havili (70e) Transformation(s) : 3 W. Havili (45e, 58e, 70e) Pénalité(s) : 1 W. Havili (11e) | Rapport | Essai(s) : 5 Rona (en) (6e, 51e), Loft (19e), Ratumaitavuki-Kneepkens (en) (49e), Lennox (72e) Transformation(s) : 4 Jacomb (en) (7e, 20e, 50e, 73e) Pénalité(s) : 3 Jacomb (15e, 28e, 40e+1) | Trafalgar Park, Nelson Arbitre : Fraser Hannon |
| 6 octobre 2024 14 h 5 NZST | | Rapport | | Trafalgar Park, Nelson Arbitre : Fraser Hannon |

## Récompenses
En décembre 2024, lors des New Zealand Rugby Awards 2024, récompensant les acteurs du rugby à XV néo-zélandais pour l'année passée, le joueur de Tasman Timoci Tavatavanawai reçoit la Duane Monkley Medal (NPC Player of the Year) récompensant le meilleur joueur de la saison de NPC. Le jeune joueur d'Auckland Xavi Taele (en) est nommé New Zealand Rugby Age Grade Player of the Year (jeune joueur de l'année).